# Ettore Balestrero

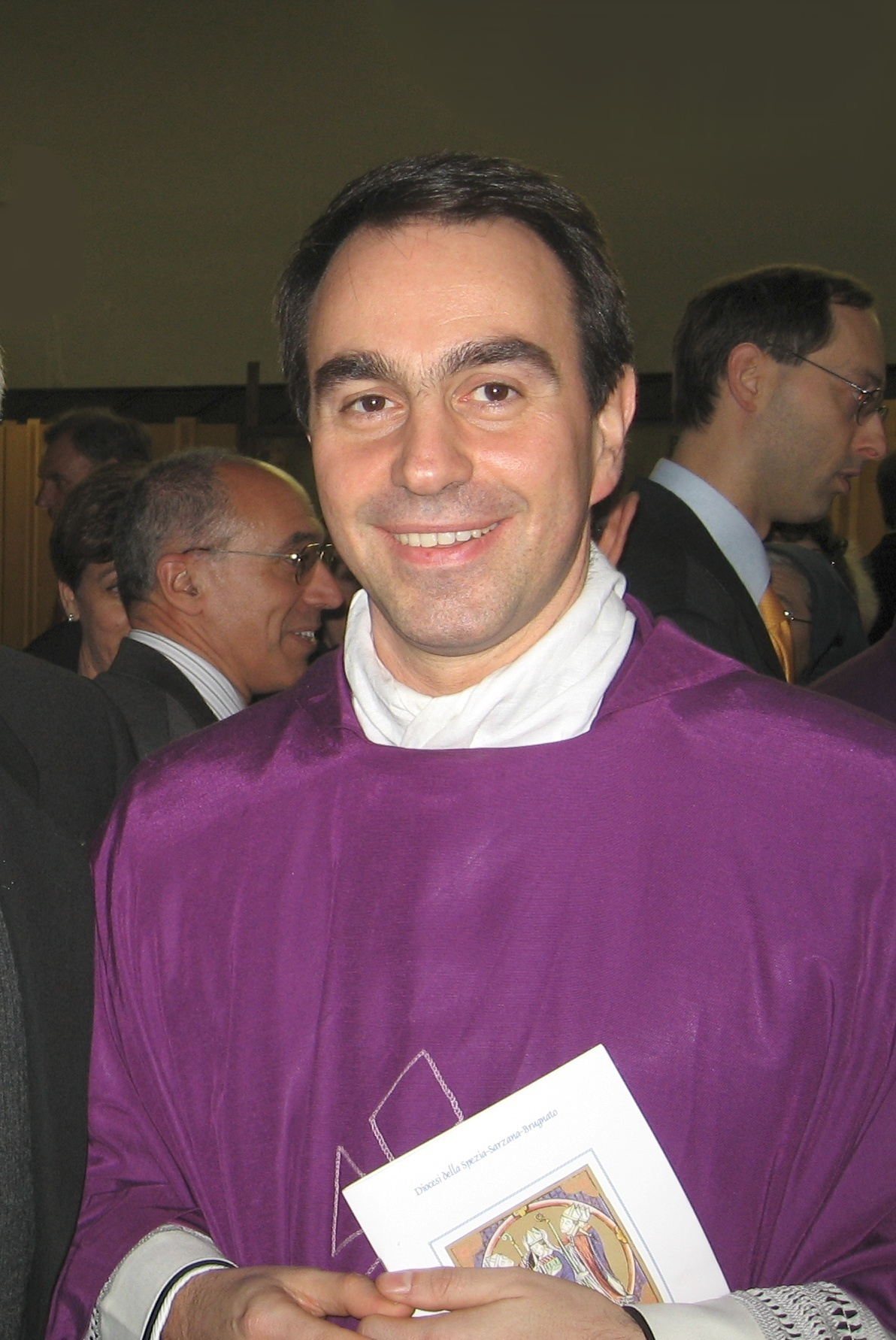
Ettore Balestrero (2008)

Erzbischofswappen von Ettore Balestrero

Ettore Balestrero (* 21. Dezember 1966 in Genua) ist ein italienischer römisch-katholischer Geistlicher, Erzbischof und Diplomat des Heiligen Stuhls.

## Leben
Ettore Balestrero wurde in Genua als Sohn eines Italieners und einer US-Amerikanerin geboren. Zunächst absolvierte er ein Jurastudium. Später studierte er Philosophie und Katholische Theologie als Alumnus des Almo Collegio Capranica in Rom. Am 18. September 1993 empfing er durch den Kardinalvikar des Bistums Rom und Erzpriester der Lateranbasilika, Camillo Ruini, das Sakrament der Priesterweihe für das Bistum Rom.
Balestrero war zunächst als Pfarrvikar der Pfarrei Santa Maria Mater Ecclesiae al Torrino in Rom tätig. Von 1994 bis 1996 absolvierte er eine Ausbildung an der Päpstlichen Diplomatenakademie. Daneben erwarb er nach weiterführenden Studien an der Päpstlichen Lateranuniversität in Rom ein Lizenziat im Fach Katholische Theologie und wurde 1996 bei Vincenzo Buonomo mit der Arbeit Il diritto alla vita prenatale nell’ordinamento internazionale. Indagine sulla disciplina della vita prenatale e sul’apporto della Santa Sede („Das Recht auf vorgeburtliches Leben in der internationalen Ordnung. Überblick über die Regelung des vorgeburtlichen Lebens und den Beitrag des Heiligen Stuhls“) im Fach Kanonisches Recht promoviert. Balestrero trat am 1. Juli 1996 in den diplomatischen Dienst des Heiligen Stuhls ein. Er war an den Nuntiaturen in Südkorea und in der Mongolei (1996–1998) sowie in den Niederlanden (1998–2001) tätig. Ab 2001 wirkte er im Staatssekretariat des Heiligen Stuhls in der Sektion für die Beziehungen mit den Staaten, zu deren Untersekretär ihn Papst Benedikt XVI. am 17. August 2009 berief. In dieser Funktion fungierte Balestrero zudem als Repräsentant des Heiligen Stuhls bei Moneyval. Papst Johannes Paul II. verlieh ihm am 6. Dezember 2001 den Ehrentitel Päpstlicher Ehrenkaplan und Papst Benedikt XVI. am 3. September 2009 den Ehrentitel Päpstlicher Ehrenprälat.
Am 22. Februar 2013 ernannte ihn Papst Benedikt XVI. zum Apostolischen Nuntius in Kolumbien und zum Titularerzbischof von Victoriana. Die Bischofsweihe spendete ihm am 27. April desselben Jahres im Petersdom Kardinalstaatssekretär Tarcisio Bertone SDB; Mitkonsekratoren waren der Präfekt der Kongregation für die Bischöfe, Marc Kardinal Ouellet PSS, und der Präfekt der Kongregation für die Evangelisierung der Völker, Fernando Kardinal Filoni. Am 6. Juli 2018 wurde Balestrero zum Geschäftsträger der Apostolischen Nuntiatur in der Demokratischen Republik Kongo bestellt. Der bisherige Nuntius in der Demokratischen Republik Kongo, Luis Mariano Montemayor, wurde am 27. September desselben Jahres zu seinem Nachfolger als Apostolischer Nuntius in Kolumbien ernannt. Papst Franziskus berief ihn am 27. April 2019 schließlich zum Apostolischen Nuntius in der Demokratischen Republik Kongo.
Am 21. Juni 2023 ernannte ihn Papst Franziskus zum Ständigen Beobachter des Heiligen Stuhls bei den Vereinten Nationen in Genf und bei der Welthandelsorganisation (WTO) sowie zum Repräsentanten des Heiligen Stuhls bei der Internationalen Organisation für Migration (IOM).
Balestrero spricht fließend Englisch sowie Französisch, Spanisch, Deutsch und Niederländisch.

## Schriften
- Il diritto alla vita prenatale nell’ordinamento internazionale. Indagine sulla disciplina della vita prenatale e sul’apporto della Santa Sede. Pontificia Università Lateranense, Rom 1996, OCLC 312689868.
- Il diritto alla vita prenatale nell’ordinamento internazionale. L’apporto della Santa Sede (= Civis. Band 14). Studio Domenicano, Bologna 1997, ISBN 978-88-7094-251-4.
- Ettore Balestrero, Andrea Piras: Un continente al bivio. L’Europa: per fare cosa? Il cerchio, Rimini 2006, ISBN 978-88-8474-118-9.